# Karangnangka (Binangun)
Karangnangka is een bestuurslaag in het regentschap Cilacap van de provincie Midden-Java, Indonesië. Karangnangka telt 607 inwoners (volkstelling 2010).